# 더 에이스
《더 에이스》는 2015년 8월 4일에 SBS에서 방영된 특집드라마인데 썸남썸녀 폐지 후 편성된 프로그램이었으며 SBS는 해당 드라마 편성 다음 주인 2015년 8월 11일부터 2주 동안 특집 18초를 내보냈다.

## 등장 인물

### 주요 인물
- 이필모 : 가형우 역
- 서민지 : 박수민 역 (아역 : 이유주)
- 오유나 : 오아영 역

### 가변호사 사무실 직원들
- 이얼 : 장 사무장 역
- 지은성 : 김준 역

### 법조계 사람들
- 박찬환 : 이갑수 대법관 역
- 김명수 : 부장검사 역
- 최범호 : 조사계장 역

### 그외 인물
- 홍성민 : 성동수 역
- 문미봉 : 김분자 할머니 역
- 조승연 : 최씨 역
- 미상 : 윤동민 중령 역
- 강문경 : 윤철규 고문 역
- 최종환 : 조득홍 역
- 오성태 : 박성재 역
- 하동준 : 변호사 1 역
- 김정훈 : 변호사 2 역
- 김민옥 : 손 원장 역
- 윤예원 : 보육교사 역
- 정은성 : 여배우 역
- 김수안 : 판사 1 역
- 박민성 : 판사 2 역
- 정미미 : 유치원동창 역
- 김선빈 : 남자 1 역
- 이현성 : 남자 2 역
- 이무생 : 3D 프로그래머 역
- 천담휘 : 사이버경찰 팀원 역
- 차순형 : 해경장교 역
- 김태형 : 이태원 클럽알바 역
- 손승국 : 편의점 알바 역
- 한동환 : 맞선남 박 대표 역
- 서광재 : 문원사 역
- 방승우 : 수민의 오빠 역

## 시청률
| TNmS 시청률    | TNmS 시청률  | AGB 시청률     | AGB 시청률   |
| 대한민국(전국) | 서울(수도권) | 대한민국(전국) | 서울(수도권) |
| -------------- | ------------ | -------------- | ------------ |
| 1.8%           | -            | 2.4%           | -            |